# Bergonne

Bergonne este o comună în departamentul Puy-de-Dôme, Franța. În 1 ianuarie 2022 avea o populație de 316 de locuitori.